# Ruutisaari
Ruutisaari är en ö i Finland. Den ligger vid inloppet till sjön Savivesi från Kallavesi, och i kommunen Leppävirta i den ekonomiska regionen  Varkaus ekonomiska region  och landskapet Norra Savolax, i den centrala delen av landet, 300 km nordost om huvudstaden Helsingfors. 